# Dia mundial contra el treball infantil
El Dia Mundial contra el Treball Infantil és una festa promoguda per l'Organització Internacional del Treball (OIT) que es va posar en marxa l'any 2002 amb l'objectiu de conscienciar i fer activisme per prevenir el treball infantil. Va rebre un impuls amb les ratificacions del Conveni de l'OIT núm. 138 sobre l'edat mínima per a l'ocupació i el Conveni de l'OIT núm. 182 sobre les pitjors formes de treball infantil.
El Dia Mundial contra el Treball Infantil, que se celebra cada any el 12 de juny, té com a objectiu fomentar el moviment mundial contra el treball infantil.

## Context
L'Organització Internacional del Treball (OIT), l'organisme de les Nacions Unides que regula el món del treball, va posar en marxa el 2002 el Dia Mundial contra el Treball Infantil per tal de cridar l'atenció i unir esforços per lluitar contra el treball infantil. Aquesta jornada reuneix governs, autoritats locals, societat civil i organitzacions internacionals, treballadors i empresaris per assenyalar el problema del treball infantil i definir les directrius per ajudar els nens que treballen.
Segons les dades de l'OIT, centenars de milions de nenes i nens a tot el món es dediquen a una feina que els priva de rebre una educació adequada, salut, lleure i llibertats bàsiques, vulnerant així els seus drets. D'aquests nens, més de la meitat estan exposats a les pitjors formes de treball infantil. Aquestes pitjors formes de treball infantil inclouen el treball en entorns perillosos, l'esclavitud o altres formes de treball forçat, activitats il·lícites com el tràfic de drogues i la prostitució, així com la participació en conflictes armats.

## Importància
La importància del Dia Mundial contra el Treball Infantil és parar atenció al problema del treball infantil i trobar maneres d'erradicar-lo. El dia s'utilitza per difondre la consciència sobre els problemes físics i mentals nocius als quals s'enfronten els nens obligats a treballar infantil a tot el món.